# Vad kaland a Vadnyugaton
A Vad kaland a Vadnyugaton (eredeti cím: Lost in the West) 2016-os, három részes western vígjáték minisorozat, amelyet Carlos Gonzalez rendezett.
A forgatókönyvet Kevin M Brennan és Doug Manley írta. Főszerepben Caleb Thomas, Niko Guardado, Fallon Smythe, Morgan Higgins és James Eeles láthatók. Amerikában 2016. május 28-tól 30-ig sugározták a Nickelodeon. Magyarországon 2016. szeptember 4-e és 18-a között mutatták be a Nickelodeonon.

## Cselekmény
Két mostoha testvér véletlenül feltalál egy időgépet. Az időgép visszarepíti őket 1885-be, ahol konfliktusba kerülnek a helyi polgármesterrel.

## Szereplők
| Szereplő            | Eredeti hang       | Magyar hang        |
| ------------------- | ------------------ | ------------------ |
| Chip Caldwell       | Caleb Thomas       | Baradlay Viktor    |
| Dave Flowers        | Niko Guardado      | Baráth István      |
| Lisa Waters és Luna | Fallon Smythe      | Csifó Dorina       |
| Texas Jane          | Morgan Higgins     | Czető Zsanett      |
| Cody Duvalier       | James Eeles        | Gacsal Ádám        |
| Mitch Duvalier      | Kamran Darabi-Ford | Berkes Bence       |
| Doc Duvalier        | Mark Schardman     | Dolmány Attila     |
| Jimmy               | Alex Sawyer        | Joó Gábor          |
| Chief Running Water | Jeff Zach          | Dézsy Szabó Gábor  |
| Kerry               | Jennifer Blanco    | Bogdányi Titanilla |
| Anya                | Elena Sandell      | Ősi Ildikó         |
| Cole                | Kathleen Renish    | Németh Kriszta     |
| Gabby               | Jimmy Shaw         | Holl Nándor        |
| Seriff              | Rick Zingale       | Forgács Gábor      |

További magyar hangok: Berkes Bence (Mitch), Pálfai Péter (Bruce), Czető Roland (Buck), Markovics Tamás (Rider), Kántor Zoltán (Sullivan), Faragó József (Hulking), Császár-Bíró Szabolcs (Férfi),

## Epizódok
| #  | Hivatalos epizódcím | Magyar cím | Rendezte        | Írta                          | Eredeti premier | Magyar premier       |
| -- | ------------------- | ---------- | --------------- | ----------------------------- | --------------- | -------------------- |
| 1. | Part 1              | 1. rész    | Carlos Gonzalez | Kevin M Brennan & Doug Manley | 2016. május 28. | 2016. szeptember 4.  |
| 2. | Part 2              | 2. rész    | Carlos Gonzalez | Kevin M Brennan & Doug Manley | 2016. május 29. | 2016. szeptember 11. |
| 3. | Part 3              | 3. rész    | Carlos Gonzalez | Kevin M Brennan & Doug Manley | 2016. május 30. | 2016. szeptember 18. |

## Magyar változat
A szinkront az SDI Media Hungary készítette.
- Magyar szöveg: Lai Gábor
- Hangmérnök: Császár-Bíró Szabolcs
- Vágó: Pilipár Éva
- Gyártásvezető:
- Szinkronrendező: Faragó József
- Produkciós vezető: Németh Piroska